# اشرف صدقی
اشرف صدقی (انگلیسی: Ashraf Sedky؛ زادهٔ ۱۰ مارس ۱۹۶۸) بازیکن بسکتبال اهل مصر بود.